# Ulla-Maj Wideroos
Cecilia Ulla-Maj Wideroos (ur. 22 października 1951 w m. Jakobstad) – fińska polityk i ekonomistka, działaczka mniejszości szwedzkiej, od 2003 do 2007 minister-koordynator w Ministerstwie Finansów, od 1995 do 2015 posłanka do Eduskunty.

## Życiorys
Studiowała ekonomię na Svenska social- och kommunalhögskolan. Pracowała w jednym z banków, w latach 1973–1974 przewodniczyła organizacji młodzieżowej Szwedzkiej Partii Ludowej (Svensk Ungdom). Później m.in. była zatrudniona w przedsiębiorstwie żeglugowym i urzędnik administracji miejskiej w Oravais. Od 1991 do 1992 pełniła funkcję specjalnego doradcy ministra transportu.
W 1995 po raz pierwszy uzyskała mandat deputowanej do Eduskunty. W fińskim parlamencie zasiadała nieprzerwanie od tego czasu do 2015, uzyskując w 1999, 2003, 2007 i 2011 reelekcję z okręgu Vaasa. Od 17 kwietnia 2003 do 19 kwietnia 2007 była ministrem-koordynatorem finansów w rządach Anneli Jäätteenmäki i Mattiego Vanhanena. Po wyborach w 2007 stanowisko to zostało zlikwidowane.
W latach 2007–2009 była przewodniczącą Folktingetu, doradczego parlamentu mniejszości szwedzkiej w Finlandii.